# Hendrik Albert Schultens

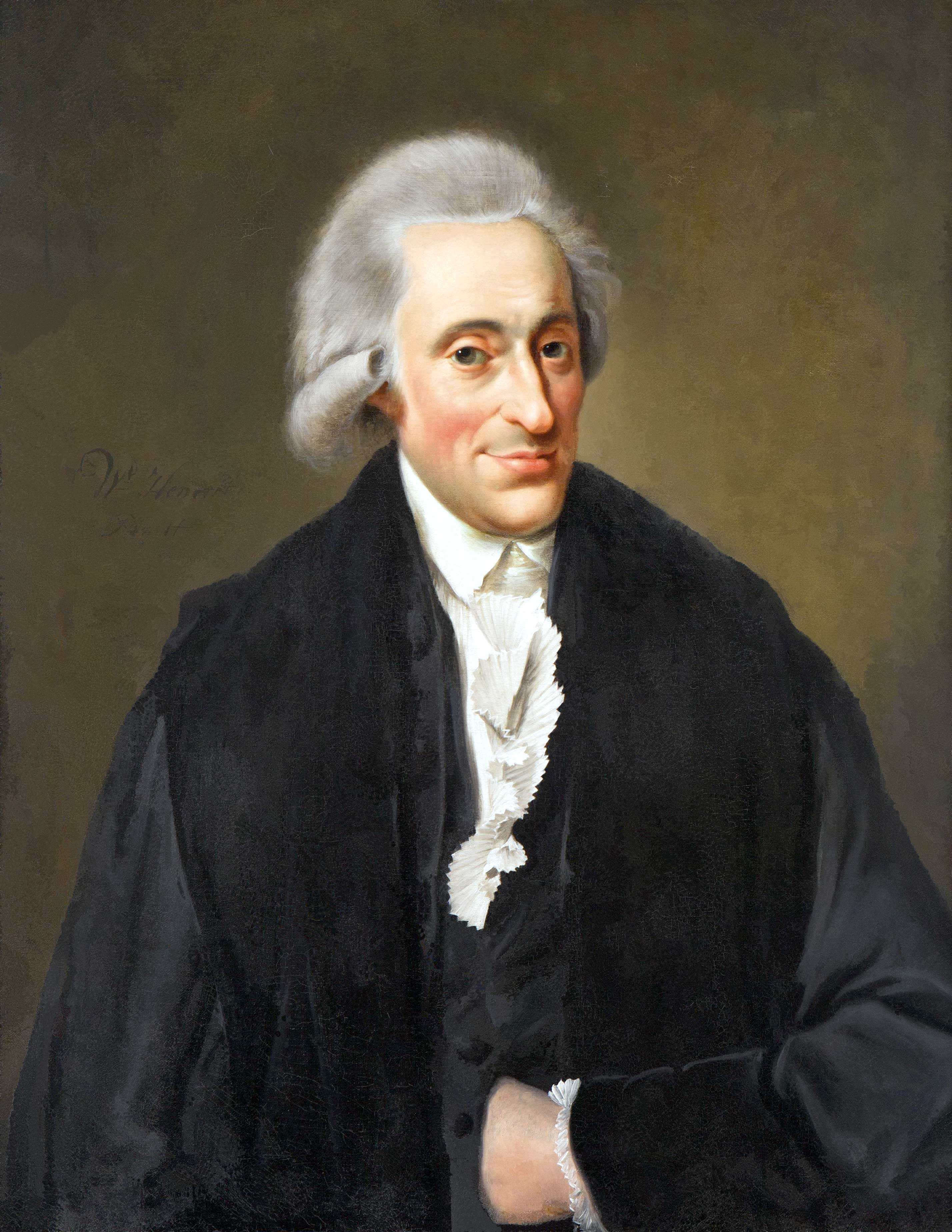
Hendrik Albert Schultens, door Wybrand Hendriks

Hendrik Albert Schultens (1749-1793) was een Nederlands hoogleraar en Rector magnificus van de Universiteit Leiden. Hij was hoogleraar Oosterse talen, in het bijzonder de studie van Arabische, Perzische en Hebreeuwse teksten. Van 8 februari 1787 tot 8 februari 1788 was hij Rector Magnificus van de universiteit van Leiden en hield hij van die periode een (ongepubliceerd) dagboek bij.

## Loopbaan en publicaties
Schutlens was de zoon van Jan Jacob Schultens, orientalist en hoogleraar Oosterse talen in Leiden. Als Henry Albert Schultens bestudeerde hij in 1772 in Oxford en Cambridge ‘Oosterse’ handschriften.[1] In november 1773 werd hij docent aan het Amsterdamse Athenaeum Illustre. Schultens publiceerde weinig. Hij was bang dat hij door zijn interpretatie van oude teksten door de orthodoxie bekritiseerd zou worden. Zijn studies circuleerden echter wel in handschrift. Op zijn vakgebied had hij veel invloed op J.H. van der Palm, J.H. Pareau  en J. Willmet. Voor zijn inkomsten was hij grotendeels afhankelijk van het collegegeld dat de studenten hem betaalden. Daarnaast vertaalde hij voor de Staten Generaal de diplomatieke correspondentie uit het Midden-Oosten en Noord-Afrika. In maart 1779 werd hij na het overlijden van zijn vader als zijn opvolger aan de universiteit van Leiden aangesteld. Gedurende de tien jaar dat hij daar hoogleraar was, schreven zich 318 studenten op zijn colleges in. Van hem verscheen postuum: Drie Redevoeringen inhoudende: verhandeling over de dichtkunde der oosterlingen; over de bloedwraak en zedeleer der Arabieren; over de natuurlijke geaardheid der Arabieren (Leeuwarden 1845), waarin Over de natuurlijke geaardheid der Arabieren; Redevoering over de Dichtkunst der Oosterlingen. Uit het Perzisch van Al-Zamakhshari, vertaalde hij in het Latijn Anthologia sententiarum Arabicarum: Cum scholiis Zamachsjarii (1772). Ook vertaalde hij een aantal Oosterse fabels in het latijn. Pars versionis arabicae libri Colailah wa Dimnah, sive Fabularum Bidpai philosophi Indi (1786).
In 1774 trouwde hij met Catharina Elisabeth de Sitter, door hem steevast Keetje genoemd, met wie hij drie zoons en twee dochters kreeg.

## Schultens als docent
Zijn colleges trokken veel studenten. Zijn ‘rijzige’ gestalte, ‘mannelijk gelaat, doordringend oog’, gepaard aan een krachtige en natuurlijke manier van spreken (‘zonder affectatie’) die direct uit het hart leek te komen, n werden als 'betoverend' ervaren. Die presentatie had hij van beroemde acteurs afgekeken. Voor degenen die het Latijn niet machtig waren, gaf hij ook colleges in het Nederlands. Die colleges werden niet alleen door studenten, maar ook door personen ‘uit de deftigen stand’ bezocht, waaronder ook opvallend veel vrouwen. Schultens propageerde, in navolging van de door hem zo bewonderde Oosterse poëzie, een verheven schrijfstijl. In de gedichten van de Keltische bard Ossian, gepubliceerd door de Schot James MacPherson, zag hij  het bewijs dat ‘gevoelige’ poëzie niet alleen in warme streken geschreven kon worden, en die colleges spraken aan. Literatoren die zijn colleges bezochten en die hij tot het schrijven van ‘gevoelige’ letterkunde stimuleerde waren C. van Engelen,  M.C. van Hall, P. van Hemert, J. Kantelaar, J. Konijnenburg, J.H. van der Palm, B. van Rees en Van der Woordt. Die opvatting was bijvoorbeeld van grote invloed op het werk van Rhijnvis Feith, aan wiens werk hij een ‘bijna oosterschen gloed en kleur’ verschafte.[1]
Zijn colleges, maar ook de voordrachten in zijn genootschap Concordia et Libertate, waren er allemaal op gericht om bij zijn toehoorders een grote emotionele respons te veroorzaken. Hij ging heel familiair met zijn studenten om. Hij ontving zijn studenten aan huis en organiseerde daar discussiebijeenkomsten en gezelligheidsavonden, waarbij ook meisjes uitgenodigd waren. Hij vond het belangrijk zijn studenten te kennen. Op de discussieavonden sprak hij met hen over allerlei maatschappelijke onderwerpen, waarbij hij hen aanmoedigde onafhankelijk te denken. Onder hen was ook zijn latere biograaf J. Kantelaar.

## Maatschappelijke en politieke betrokkenheid
In Leiden werd hij benoemd tot secretaris-generaal van het Stolpiaans Legaat. In de periode dat Schultens als vertegenwoordiger van de universiteit tot curator van het Legaat is benoemd, gebruiken de vier curatoren het legaat om via diverse prijsvragen een vrijzinnige en ondogmatische geloofshouding aan te moedigen. In de patriottentijd werd Schultens met vijf andere hoogleraren honorair lid van het Leidse patriotse exercitiegenootschap de ‘Sociëteit van Wapenhandel’. Ook trad hij op als beschermheer van het florerende en patriots gekleurde letterkundig genootschap Kunst Wordt door Arbeid Verkregen, eveneens uit Leiden. Vanwege zijn openlijke steun aan het patriotsgezinde gedeelte van de studenten en professoren, werd hij in de restauratie door Willem V op non actief gesteld. Zijn inkomsten en niet veel later zijn gezondheid, gingen dan hard achteruit. Zijn laatste levensjaren zette hij zich in voor een monument voor Lucretia van Merken.